# Chukok
Chukok (hebr.: חוקוק) – kibuc położony w samorządzie regionu Emek ha-Jarden, w Dystrykcie Północnym, w Izraelu.
Leży na zachodnim brzegu Jeziora Tyberiadzkiego w Dolnej Galilei.
Członek Ruchu Kibuców (Ha-Tenu’a ha-Kibbucit).

## Historia
Kibuc został założony w 1945.

## Gospodarka
Gospodarka kibucu opiera się na intensywnym rolnictwie. Znajduje się tutaj zakład wyrobów plastikowych Hokuk Industries.